# Tevlin Women's Challenger
Il Tevlin Women's Challenger è un torneo professionistico femminile di tennis giocato su campi in cemento indoor. Fa parte dell'ITF Women's Circuit. Si gioca annualmente a Toronto in Canada.
Solo l'americana Victoria Duval è riuscita a vincere sia il singolare che il doppio nello stesso anno. Nessuna tennista ha vinto finora due volte il titolo nel singolare. Nel doppio la canadese Gabriela Dabrowski primeggia con ben cinque titoli conquistati.

## Albo d'oro

### Singolare
| Anno        | Campionessa                              | Finalista                                | Punteggio                                |
| ----------- | ---------------------------------------- | ---------------------------------------- | ---------------------------------------- |
| 2024        | Louisa Chirico                           | Kayla Cross                              | 7–6(5), 6–3                              |
| ↑ ITF W75 ↑ |                                          |                                          |                                          |
| 2023        | Marina Stakusic                          | Jana Fett                                | 3–6, 7–5, 6–3                            |
| 2022        | Robin Anderson                           | Jang Su-jeong                            | 6–2, 6–4                                 |
| 2021– 2020  | Annullato per la pandemia di coronavirus | Annullato per la pandemia di coronavirus | Annullato per la pandemia di coronavirus |
| 2019        | Francesca Di Lorenzo                     | Kirsten Flipkens                         | 7–6(3), 6–4                              |
| 2018        | Quirine Lemoine                          | Kateryna Kozlova                         | 6–2, 6–3                                 |
| 2017        | Ysaline Bonaventure                      | Patty Schnyder                           | 7–6(3), 6–3                              |
| ↑ ITF 60K ↑ |                                          |                                          |                                          |
| 2016        | Catherine Bellis                         | Jesika Malečková                         | 6–2, 1–6, 6–3                            |
| 2015        | Tatjana Maria                            | Jovana Jakšić                            | 6–3, 6–2                                 |
| 2014        | Gabriela Dabrowski                       | Maria Sanchez                            | 6–4, 2–6, 7–6(7)                         |
| 2013        | Victoria Duval                           | Tímea Babos                              | 7–5, ritirata                            |
| 2012        | Eugenie Bouchard                         | Sharon Fichman                           | 6–1, 6–2                                 |
| 2011        | Amra Sadiković                           | Gabriela Dabrowski                       | 6–4, 6–2                                 |
| 2010        | Heather Watson                           | Alizé Lim                                | 6–3, 6–3                                 |
| 2009        | Camila Giorgi                            | Anikó Kapros                             | 4–6, 6–4, 6–0                            |
| 2008        | Alexa Glatch                             | Stéphanie Dubois                         | 6–4, 6–3                                 |
| ↑ ITF 50K ↑ |                                          |                                          |                                          |
| 2007        | Sabine Lisicki                           | María José Argeri                        | 6–4, 6–4                                 |
| 2006        | Ioana Raluca Olaru                       | Carly Gullickson                         | 6–3, 6–1                                 |
| 2005        | Aleksandra Wozniak                       | Olena Antypina                           | 6–4, 6–3                                 |
| ↑ ITF 25K ↑ |                                          |                                          |                                          |

### Doppio
| Anno        | Campionesse                                    | Finaliste                                | Punteggio                                |
| ----------- | ---------------------------------------------- | ---------------------------------------- | ---------------------------------------- |
| 2024        | Jamie Loeb Justina Mikulskyte                  | Julie Belgraver Jasmijn Gimbrere         | 6–2, 6–1                                 |
| ↑ ITF W75 ↑ |                                                |                                          |                                          |
| 2023        | Carmen Corley Ivana Corley                     | Kayla Cross Liv Hovde                    | 6(6)–7, 6–3, [10–3]                      |
| 2022        | Michaela Bayerlová Jang Su-jeong               | Elysia Bolton Jamie Loeb                 | 6–3, 6–2                                 |
| 2021– 2020  | Annullato per la pandemia di coronavirus       | Annullato per la pandemia di coronavirus | Annullato per la pandemia di coronavirus |
| 2019        | Robin Anderson Jessika Ponchet                 | Mélodie Collard Leylah Fernandez         | 7–6(7), 6–2                              |
| 2018        | Sharon Fichman (4) Maria Sanchez (3)           | Maja Chwalińska Elitsa Kostova           | 6–0, 6–4                                 |
| 2017        | Alexa Guarachi Erin Routliffe                  | Ysaline Bonaventure Victoria Rodríguez   | 7–6(4), 3–6, [10–4]                      |
| ↑ ITF 60K ↑ |                                                |                                          |                                          |
| 2016        | Gabriela Dabrowski (5) Michaëlla Krajicek      | Ashley Weinhold Caitlin Whoriskey        | 6–4, 6–3                                 |
| 2015        | Sharon Fichman (3) Maria Sanchez (2)           | Kristie Ahn Fanny Stollár                | 6–2, 6(6)–7, [10–6]                      |
| 2014        | Maria Sanchez (1) Taylor Townsend              | Gabriela Dabrowski Tatjana Maria         | 7–5, 4–6, [15–13]                        |
| 2013        | Françoise Abanda Victoria Duval                | Melanie Oudin Jessica Pegula             | 7–6(5), 2–6, [11–9]                      |
| 2012        | Gabriela Dabrowski (4) Alla Kudrjavceva        | Eugenie Bouchard Jessica Pegula          | 6–2, 7–6(2)                              |
| 2011        | Gabriela Dabrowski (3) Marie-Ève Pelletier (2) | Tímea Babos Jessica Pegula               | 7–5, 6(4)–7, [10–4]                      |
| 2010        | Gabriela Dabrowski (2) Sharon Fichman (2)      | Brittany Augustine Alexandra Mueller     | 6–4, 6–0                                 |
| 2009        | Maureen Drake Marianne Jodoin                  | Sharon Fichman Mashona Washington        | 2–3 ritirate                             |
| 2008        | Stéphanie Dubois Marie-Ève Pelletier (1)       | Nikola Fraňková Carmen Klaschka          | 6–4, 6–3                                 |
| ↑ ITF 50K ↑ |                                                |                                          |                                          |
| 2007        | Gabriela Dabrowski (1) Sharon Fichman (1)      | Maria Fernanda Alves Christina Wheeler   | 6–3, 6–0                                 |
| 2006        | Angelika Bachmann Hana Šromová                 | Heidi El Tabakh Ioana Raluca Olaru       | 6–4, 6–1                                 |
| 2005        | Olena Antypina Martina Müller                  | Lauren Barnikow Kirsten Schlukebir       | 6–3, 6–1                                 |
| ↑ ITF 25K ↑ |                                                |                                          |                                          |